# 合成の誤謬
合成の誤謬（ごうせいのごびゅう、英: fallacy of composition）とは、全体の一部の事実を全体の事実であると推論する際に生じる非形式的誤謬である。アリストテレスが「結合に由来する」誤謬として言語表現上の虚偽に分類したものがこれにあたる。経済学ではミクロの視点では正しいことでも、それが合成されたマクロ（集計量）の世界では、必ずしも意図しない結果が生じることを指す。

## 論理的誤謬
個別的に存在する性質を、それが属する集合全体についても主張する論理的な誤りである。論理構造としては「全体 W を構成するそれぞれの部分 P や T などは、性質 X を持っている。従って、全体 W も性質 X を持っている」という形式の誤推論である。この誤謬の核心は、 部分の性質はそのまま全体に移行可能であるという誤った仮定に基づいて自論を形成する点にある。「組織 D の職員が逮捕された。だから組織 D 全体もまともなものではない」という類の主張は、そこで統計的に有意なだけの人数（部分）が示されているのでない限り、合成の誤謬に該当する。
また、この誤謬は、全体に対する推論において「部分同士の関係性を無視する」ことで起きる場合がある。「君はXを食べるのが好きで、Yを食べるのも好きだから、XにYをのせて食べるのも好きに決まっている」といった推論が必ずしも成り立たないのも、要素間（食べ物同士）の相性という関係性を無視しているためである。

### 例
- 「原子は生きていない。故に、全ての原子でできたものは生きていない」
- 「各チームから最高の選手を集めたオールスターチームは最高のチームに違いない」
- 「この機械は軽量の部品で造られているため、この機械全体も軽量に違いない」
- 「試合観戦で席から立ち上がったら、試合がよく見えた。つまり、全員が立ち上がれば、よりよく見えるということだ」
- 「A先生とB先生はどちらも優秀な先生だから、共同で授業をすれば素晴らしい内容になるだろう」

## 経済学での用法
何かの問題解決にあたり、一人ひとりが正しいとされる行動をとったとしても、全員が同じ行動を実行したことで想定と逆に思わぬ悪い結果を招いてしまう事例などを指す。
例えば、家計の貯蓄などがこれに当たる。所得が一定の場合、一家計が消費を削減した場合、必ず貯蓄額が増加する。これはミクロの視点において、一家計の支出削減は経済全体に影響せず、その家計の収入を減少させる効果はないと考えられているためである。そのため所与の収入において支出を削減すれば貯蓄額が増加する。
しかし、マクロの視点まで考えると状況が変わる。先に結論から述べると、ある経済に属するすべての家計が貯蓄を増加させようと消費を削減した場合、貯蓄率は上昇するが、貯蓄額は変わらない。まず、ある経済主体の支出は、その相手方にとっては所得となる。したがって、家計全体が消費を削減した場合、その消費の相手方は全体としては同一の「家計全体」となるため、その所得が減少する。収入が減少するため、同一額の積立を継続しようとすれば貯蓄額が所得に占める割合は高まるので、貯蓄率は上昇する。これにより、家計の支出削減の努力は自らの収入減少に帰結する。これは、マクロ経済において家計の貯蓄額を決定するのは企業・政府の投資と経常収支の合計だからである。
ほかにも、企業の借金の返済や人員削減、関税障壁による貿易収支の改善など、ミクロでは正しくてもマクロでは違う結果をもたらすものは多い。それは、ミクロのメカニズムが経済の一片における仕組みであるのに対して、マクロのメカニズムは経済全体の循環における仕組みだからである。

### 現実の例

#### 世界恐慌
世界恐慌後の世界では、各国が通貨切下げや関税障壁構築により自国経済からの需要漏出を防ごうとした（通貨安競争）が、主要国がこぞってこのような政策を採用した結果、ブロック経済が出現し、思うような改善を図れなかった。そのうえ、自由貿易の利益も喪失されて各国経済は著しく非効率な状態へ陥り、フランスやアメリカでは厳しい不景気が長引いた。それまでどおりの均衡財政を維持しようとしたアメリカ政府は、自らの歳出削減による経済縮小と歳入減少に苦しんだ。
ただし、このような通貨安競争が景気の後退要因になったとの説には、否定的な意見もある。
世界恐慌の時期には全ての国において拡張的金融政策がとられた結果、外需拡大の効果は相殺されあうこととなったが、国際学派のバリー・アイケングリーンとジェフリー・サックスによると、世界的な拡張的金融政策は世界的なマネーサプライの増加をもたらし、その結果、各国で内需の拡大がもたらされ世界恐慌からの離脱の契機になった。

#### そのほかの例
- 江戸時代において、米沢藩などの財政改革は成功したのに対して、江戸幕府の財政改革はたびたび失敗している。財政規模の小さな米沢藩が歳出削減や他藩への輸出興業を図ることにより財政収支を好転させることができたのに対して、幕府の指導による各藩や町民農民までを含めた一斉の緊縮政策は、全体の経済活動を冷え込ませるだけに終わることになってしまった。領国経営において緊縮財政による藩政改革に成功した徳川吉宗、松平定信の改革が国政レベルでは失敗したのはこれによる。
- 1990年代の日本における財政改革で、財政再建や消費増税をした結果、景気が著しく悪化し、かえって財政構造が悪化した。これは、財政が経済に占める規模が大きいため、一家計や一企業の収支を改善する方法が通用しないことを示している。財務省はよく国の会計と企業・家計の会計とを同一視する比喩を用いる[11]。こうした類推・比喩はたいへん誤解を呼ぶものであり、論理的ではない[12]。
- 1990年代半ばから2000年代の日本において、企業は傷んだバランスシートを改善するために借金返済を優先した。バランスシートの傷んだ企業がその改善を行なうこと自体は適切な行動であると考えられるが、多くの企業が同時に債務の返済に走ると経済全体では設備投資などが落ち込み、景気の悪化を招くこととなる。そして、バランスシートはその景気の悪化によって再度傷つくことになったため、図ったほどには改善しなかった。そこで、企業はバランスシート改善のためにさらなる債務の返済に走り、経済が縮小均衡へと向かうこととなった（負債デフレ）[13][14]。
- 円高になると個々人は輸入や海外旅行において有利になるため、円高を礼賛するような言説がしばしばなされることがあるが、円高になっても日本全体の輸入量を増やせるわけではない。これは、円高によって交易条件が改善するわけではない[15]こと、および、経常収支の黒字が資本収支の赤字と一致するよう国全体での純輸出が決まってしまうことから、円高とは関係なく輸入量・輸出量が決まるためである。貯蓄投資バランスも参照。

上記の例のように、国民経済の枠組みにおいて財政は割合が大きいが、世界経済の枠組みにおいては、一国の財政はミクロの客体となる。このため、通貨切り下げなどで自国経済を活性化させることで財政構造を改善することができる。しかし、この政策も結局、世界中の国で行われれば、合成の誤謬が発生する。